# Cheilotrichia crassicrus
Cheilotrichia crassicrus är en tvåvingeart som först beskrevs av Edwards 1928.  Cheilotrichia crassicrus ingår i släktet Cheilotrichia och familjen småharkrankar. Inga underarter finns listade i Catalogue of Life.